# Basile Aka Kouamé
Basile Aka Kouamé (6 de abril de 1963) é um ex-futebolista profissional marfinense que atuava como defensor.

## Carreira
Basile Aka Kouamé se profissionalizou no ASEC Mimosas.

## Seleção
Basile Aka Kouamé integrou a Seleção Marfinense de Futebol na Copa Rei Fahd de 1992, na Arábia Saudita.

## Títulos
Costa do Marfim
- Copa das Nações Africanas: 1992